# Angst (hoorspel)
Angst is een hoorspel van Wilhelm Genazino. Die Moden der Angst werd op 20 september 1976 door de Hessischer Rundfunk uitgezonden. Tuuk Buytenhuys vertaalde het en de VARA zond het uit op woensdag 23 november 1977 (met een herhaling op donderdag 9 september 1982). De regisseur was Ad Löbler. Het hoorspel duurde 42 minuten.

## Rolbezetting
- Hans Veerman (de man)
- Joke Reitsma-Hagelen (de vrouw)
- Paula Majoor (mevrouw Hazelaar)

## Inhoud
Een man en een vrouw, gehuwd, kinderloos, beiden rond de veertig, geëmancipeerd. Ze hebben allebei een beroep en zijn niet ongelukkig, maar ze hebben het vage gevoel iets verzuimd te hebben: een kind. Jarenlang hebben ze zich ertegen verzet met alle mogelijke redenen die verlichte mensen in hun privé-leven hebben leren betrekken. De redenen kwamen steeds voort uit de angst, nu eens uit de algemeen verbreide angst - dus uit de angst voor honger, catastrofen en nieuwe oorlogen - dan weer uit persoonlijke angst - voor verantwoordelijkheid, toewijding en een zelfbewust levensplan. Deze maatschappelijke en persoonlijke angsten hebben zich op onlosmakelijke wijze zo met elkaar vermengd, dat het voor het paar niet meer mogelijk is afzonderlijke redenen voor het door hen samen gevoelde verzuim te formuleren. Resteren bedrogen bewustzijnstoestanden, waaruit het paar zich niet bevrijden kan. Ook het tot stand gekomen inzicht in oude, vandaag overwonnen angsten verandert het leven van het paar niet meer: er liggen nieuwe angsten klaar…